# Playa de Los Narejos (Los Alcázares)
La playa de Los Narejos se encuentra en el municipio de Los Alcázares, en la Región de Murcia (España), a la orilla del Mar Menor. Es una playa urbana dotada de servicios que recibe su nombre de la pedanía de Los Narejos y se sitúa entre la avenida de Mariano Ballester y la calle del Pintor Delacroix.

## Situación
Se extiende desde la playa de las Salinas hasta la playa de las Palmeras. En ella se sitúa el centro público de Alto Rendimiento Infanta Cristina (CAR) que ofrece servicios educativos y de especialización para el deporte de la vela y otros como windsurf y piragüismo.

## Servicios
Está flanqueada por un paseo y dispone de iluminación nocturna y de espacios para el desarrollo de actividades deportivas, así como chiringuitos.